# Amblyseius ovalitectus
Amblyseius ovalitectus är en spindeldjursart som beskrevs av van der Merwe 1968. Amblyseius ovalitectus ingår i släktet Amblyseius och familjen Phytoseiidae. Inga underarter finns listade i Catalogue of Life.